# Lenaplateau
Het Lenaplateau (Russisch: Приленское плато; Prilenskoje plato) is een hoogvlakte in het zuidwestelijk deel van het Midden-Siberisch Bergland, in de Russische oblast Irkoetsk en de autonome Republiek Sacha (Jakoetië). De hoogvlakte strekt zich uit in west-oostrichting over ongeveer 750 kilometer (in ruime zin over 1200 kilometer), ongeveer tussen de bovenloop van de Beneden-Toengoeska en de Aldan. Aan noordzijde wordt het begrensd door de vallei van de Viljoej en de Centraal-Jakoetische Vallei en in het zuiden door de valleien van de Lena en de Amga en hooglanden en heuvellandschappen van Zuid-Jakoetië. Het Lena-plateau varieert in hoogte tussen de 450 en 500 meter met uitschieters tot 626 meter. De hoogvlakte bestaat uit een complex van Cambrische en Ordovicische gipshoudende en zouthoudende kalksteen, dolomiet en her en der wat zandsteen, met winbare lagen gips en steenzout.
Het Lenaplateau wordt doorsneden door vele rivieren, de meeste uit het stroomgebied van de Lena. De belangrijkste zijn de Sinjaja, Boeotama, Njoeja en Peledoej. De hoogvlakte is bedekt met lariks- en dennentaiga en de riviervalleien vaak met grasland. Het gebied is mede vanwege het koude klimaat grotendeels onbewoond. De grootste plaatsen zijn Oljokminsk en Lensk.